# Anna Cherchi Ferrari
Anna Cherchi Ferrari (Torino, 15 gennaio 1924 – Torino, 6 gennaio 2006) è stata una partigiana italiana, aderì alla Resistenza insieme al fratello Giuseppe nelle  formazioni autonome delle Langhe. Arrestata e detenuta nel carcere Le Nuove, resistette a numerose torture pur di non tradire i compagni. Nel giugno 1944 fu deportata a Ravensbrück, riuscì a sopravvivere all'esperienza dei campi di concentramento e tornò in Italia nel 1945.

## Biografia

### Infanzia
Anna Cherchi Ferrari nacque a Torino il 15 gennaio 1924, ma visse con la famiglia adottiva dei Penna nella frazione Santa Libera nel comune di Loazzolo nelle Langhe. Il padre, che si rifiutò sempre di prendere la tessera del partito fascista, il 31 dicembre del 1931 fu picchiato dai fascisti e abbandonato in mezzo alla neve per un'intera notte. Trovato dalla madre, morì tre giorni dopo per il subentrare di una broncopolmonite. Anna non aveva ancora compiuto otto anni, ma l'immagine del padre abbandonato e indifeso in mezzo alla neve la segnò per tutta la vita: "Quel quadro per noi è diventata una bandiera. Una bandiera che non potevamo tradire, perché per noi l'insegnamento di nostro padre era un insegnamento giusto."

### L'adesione alla Resistenza
Nei giorni successivi all'8 settembre Anna e la madre cominciarono ad aiutare gli ufficiali e i soldati sbandati molti dei quali avrebbero scelto la montagna rifiutando di servire la Repubblica di Salò. Trasformarono la loro cascina in un centro di assistenza e, con l'avvio dell'attività resistenziale, Anna iniziò a fare la staffetta, portando informazioni e indicando dove si trovavano i tedeschi.
Dopo l'arresto della madre e l'incendio della casa da parte dei fascisti, il 7 gennaio 1944, si unì, unica donna, alla formazione partigiana del comandante “Poli” in valle Belbo, combattendo accanto al fratello adottivo Giuseppe (“Basso”) con il nome falso di “Maria Bruni”. Fu una delle poche donne a partecipare attivamente alla resistenza armata: imparò a sparare con la pistola e con il mitra e a guadagnarsi la fiducia degli altri uomini. Il 19 marzo 1944, nel corso di in un rastrellamento tra Carrù e Dogliani, si fece arrestare dai tedeschi per mettere in salvo il comando e il fratello, che riuscirono a fuggire con successo: "Loro arrivavano di qua, e noi si scappava di là e...fin quando sono arrivati come le ho detto e ho preso la decisione: ' Mi faccio prendere...salvatevi e io...'. E così è stato."
Tuttavia poco dopo, il 10 aprile 1944, il fratello fu fucilato a Vesime per mano dei fascisti ma Anna conobbe questa triste verità solo al rientro dal Lager. L'esperienza con i partigiani durò tre mesi.

### L'arresto e il carcere
Il 20 marzo fu portata a Torino nel carcere Le Nuove. Appena arrivata fu interrogata all'Albergo nazionale, base delle SS durante l'occupazione di Torino, per sapere dove erano nascoste le armi prese nella caserma di Carrù. Anna negò di saperlo. La torturarono brutalmente, ma Anna resistette. Le torture continuarono per tutto il mese successivo: “Tutti i giorni la solita musica: dalle carceri all'albergo Nazionale e alla sera mi riportavano in carcere”
Una sera, alle undici, la portarono alla Caserma Alessandro La Marmora di via Asti, per essere messa a confronto con tre compagni di banda che, catturati e brutalmente interrogati,  avevano fatto il nome di Bruni Maria dicendo che lei sapeva tutto. Di fronte ad Anna, per non accusarla e salvarle la vita, i compagni dissero che la Bruni Maria che conoscevano loro era bruna. L’ufficiale fece tagliare una ciocca dei capelli biondi di Anna per scoprire se fosse tinta o naturale. Dopo averli esaminati, i capelli di Anna risultarono naturali e così si salvò.
Il 27 giugno 1944 partì da Torino Porta Nuova su un treno diretto a Ravensbrück, tra le compagne di deportazione vi era anche Lidia Beccaria Rolfi.

### La deportazione nel campo di Ravensbrück
Il campo di concentramento di Ravensbrück si trovava a circa 80 km da Berlino. Fu il principale campo esclusivamente femminile e per questo definito l’ “inferno delle donne”.  Dopo un viaggio drammatico su un carro bestiame, Anna vi arrivò insieme ad altre tredici compagne italiane, tutte deportate politiche, la sera del 30 giugno del 1944. Le donne percorsero a piedi la strada che portava dalla stazione ferroviaria di Fürstenberg/Havel al Lager, una strada ‘bucolica’, costeggiata da bellissime villette e circondata da giardini fioriti. Lungo il tragitto le deportate ebbero degli avvertimenti di che cosa le attendeva, sia perché incrociarono colonne di donne vestite a righe con i crani rasati e lo sguardo perso, sia perché sperimentarono l’ostilità e il rifiuto della popolazione civile che viveva nelle ridenti villette sul lago di Schwedt. Anna ricorda che una sua compagna, Cesarina Carletti, si fermò per un momento lungo la strada, stanca di trascinare le due pesanti valigie e fu aggredita verbalmente da una donna uscita da una delle villette. Cesarina reagì chiamandola “brutta carogna” e per questo venne colpita e insultata da un soldato tedesco.
Il ‘benvenuto’ nel Lager fu dato da una donna delle SS con un frustino in mano. Ad Anna fu assegnato il numero 44145. In uno dei primi momenti nel campo, Anna incontrò una donna che finalmente parlava italiano e subito le chiese informazioni su ciò che accadeva lì dentro, spaventata. La donna la rassicurò, dicendole che sarebbe riuscita a sopravvivere, ma la mise in guardia raccomandandole di stare alla larga dal Revier, ossia l'infermeria del campo, perché in quel luogo si rischiava maggiormente.
Le deportate passarono la prima notte chiuse in una doccia “pelle contro pelle, proprio come dei manichini nudi’ spaventate e imbarazzate per quell’intimità violentemente imposta. Dopo aver abbandonato ogni oggetto e abito che avevano portato con sé, furono costrette ad indossare una divisa a righe e degli zoccoli malconci. L'obiettivo era chiaramente quello di annullare la personalità delle donne, di renderle anonime anche a loro stesse. Furono quindi spedite nel blocco 24 dove restarono in quarantena, un periodo di isolamento terribile durante il quale i sentimenti di terrore e paura per ciò che le aspettava non fecero che amplificarsi. La brodaglia che costituiva il loro pasto era servita in gamelle sporche che dovevano passarsi finito il proprio turno e che erano costrette a leccare non avendo a disposizione un cucchiaio: anche questo contribuiva a disumanizzare le prigioniere, a ridurle ad uno stadio animalesco. L’abbrutimento cui erano costrette contrastava con l’assurda richiesta di meticolosità e precisione in una serie di attività, come per esempio quella di farsi il letto, che doveva seguire specifiche indicazioni imposte dal regolamento e che, se trasgredite, implicavano severe punizioni.
Anna racconta che le donne russe le apparivano come le più forti, e che le vide molte volte rubare bucce di patate dall'immondizia. Una volta decise di provarci anche lei, ma non appena si avvicinò venne sorpresa e punita con 25 frustrate. In quel momento Anna non volle dare alle guardie la soddisfazione di sentirla gridare di dolore e ci riuscì.

Le guardiane maltrattavano e insultavano regolarmente le prigioniere, che però si davano forza l'una con l'altra. 
Anna ebbe infatti, in particolare, un'amica molto cara: Lucia Beltrando. Lucia spesso si toglieva il pane di bocca per donarlo ad Anna, per il suo bene. Anna ha ammesso più tardi che aspettava con ansia quel boccone in più, nonostante ciò significasse privarne Lucia. Questa amica le fu vicino anche in momenti di desolazione e disperazione, prendendola a volte a schiaffi per farla reagire o riprendere.

### La deportazione a Schönefeld
Nel luglio del 1944 Anna venne trasferita nel sottocampo di Schönefeld a circa 5 Km da Berlino, dove si trovava una fabbrica che costruiva aerei da bombardamento, soprattutto Messerschmitt 709.  Qui le fu attribuito il nuovo numero di matricola 1721. 
Per lei e le sue compagne fu difficile utilizzare quei macchinari estremamente complicati, senza poter chiedere aiuto o informazioni poiché nessuno parlava italiano.
Vi era un perenne clima di terrore: il minimo sbaglio veniva punito con la morte. Anna doveva lavorare facendo venti pezzi al giorno: un giorno ne fece 14 che andavano bene e 6 che non andavano bene. Questo era ritenuto sabotaggio per i tedeschi, che chiamarono l’Aufseherin, ovvero la sorvegliante tedesca; quando arrivò, colpì Anna con la frusta rompendole il timpano. Anna, infuriata, cercò di darle una martellata in testa, ma in quel momento passò una sua compagna che riuscì a toglierle il martello dalle mani.

Tra gli effetti disumanizzanti connessi alla deportazione femminile e alle condizioni di vita, vi era anche l'interruzione del ciclo mestruale. Le donne incinte venivano trattate ugualmente alle altre, costrette a partorire e poi ad annegare o strangolare il bambino, a costo della loro vita. Anna fu testimone della terribile uccisione di un bambino ebreo appena nato: 
Il 15 e il 16 gennaio 1945 Anna fu sottoposta a un disumano esperimento pseudomedico: fu portata nel reparto "Patologia" del Lager di Sachsenhausen e qui le furono estratti senza anestesia 15 denti; dopo l’operazione fu immediatamente rinviata al lavoro. Fu un'esperienza traumatica e dolorosissima, che segnò profondamente la vita di Anna.
Nei primi giorni di febbraio la fabbrica iniziò a non ricevere più forniture per la produzione e per questo chiuse. La guerra stava per finire, ma Anna e le altre donne venivano comunque impiegate in lavori inutili come costruire trincee che periodicamente erano distrutte dalla pioggia. Infine vennero instradate verso Ravensbrück dove però non giunsero mai.

### Il ritorno a casa
Intorno al 28 aprile nella zona sopraggiunsero le forze armate sovietiche. Le prigioniere erano affamate e disorientate: Anna pesava 39 chili mentre al suo ingresso ne pesava 68.  Nella ricerca di qualche cibo, Anna ricorda di essere entrata in una casa in cui trovò un barattolo di marmellata e lo finì affondando dentro tutte le dita.
Insieme alla sua amica Pasqualina arrivò in un campo di smistamento dove iniziò una lunga marcia attraverso la Germania: “Per attraversare la Germania, abbiamo fatta più strada a piedi che con tutti i mezzi che abbiamo trovato. I mezzi più grandi erano le nostre gambe.”
Finalmente arrivò a Bolzano per poi andare a Pescantina, dove restò una settimana a causa di una malattia agli occhi che le impediva di vedere. Infine tornò a casa, a Canelli, dove scoprì, con immenso dolore, che il fratello, per salvare il quale Anna si era fatta imprigionare, era stato fucilato come disertore dai nazifascisti venti giorni dopo il suo arresto.

## L'attività di testimone
Dal 1949 Anna iniziò a lavorare a Torino come operaia presso la FIAT e si iscrisse al sindacato per difendere i suoi diritti e ideali. Per questo fu costretta più volte a cambiare posto di lavoro. Entrò nell'ANED (Associazione Nazionale Ex Deportati nei campi nazisti) e nel 1953 sposò Dino Ferrari, anch'egli ex partigiano. Nel 1961 nasce suo nipote Mauro, figlio di Loredana, sorella del marito Dino. Nonostante le sofferenze patite all'interno dei campi di prigionia, l'apertura mentale e l'intelligenza di Anna hanno permesso di instaurare un sereno e sincero rapporto con Karin, la moglie tedesca del nipote. Per più di vent’anni si dedicò all'attività di testimone del ruolo delle donne nella Resistenza e delle loro vicissitudini nei lager nazisti, soprattutto per mezzo di conferenze nelle scuole e viaggi con i giovani nei luoghi della memoria, convinta che 
Anna Cherchi morì a Torino il 6 gennaio 2006.